# Franklin Buchanan

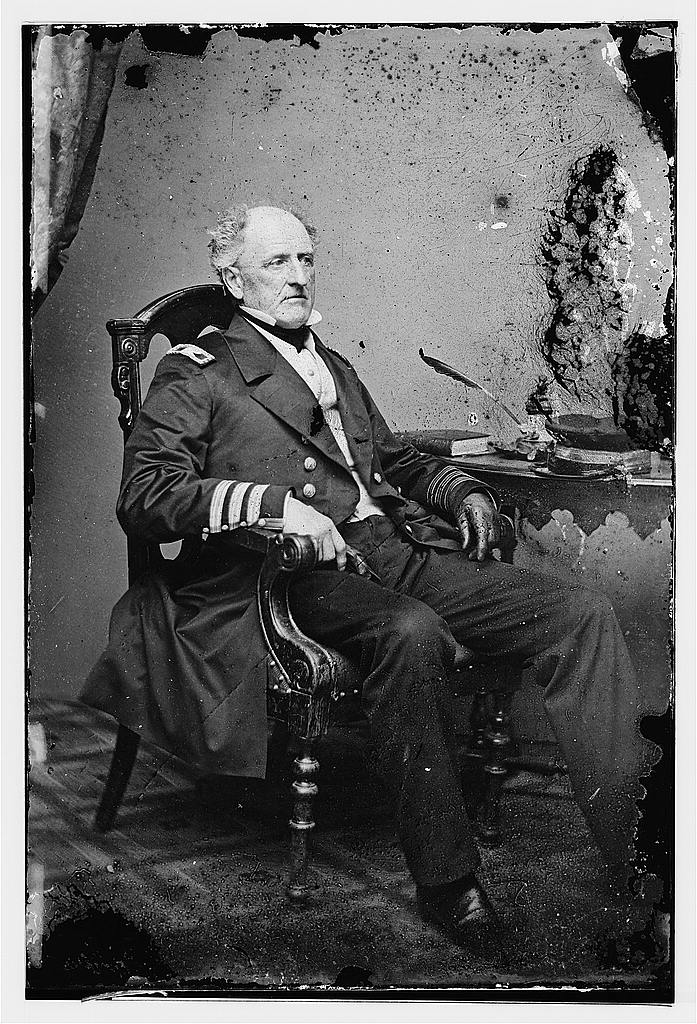
Admiral Franklin Buchanan

Franklin Buchanan (* 13. September 1800 in Baltimore, Maryland; † 11. Mai 1874 bei Eaton, Maryland) war ein Offizier der US-Marine und späterer Admiral der konföderierten Marine.

## Leben
Buchanan trat mit 15 Jahren als Midshipman in die US-Navy ein. 1825 wurde er zum Leutnant befördert, 1841 zum Commander. Während seiner aktiven Dienstzeit befehligte er verschiedene Sloop-of-wars und Fregatten, bevor er 1845–47 erster Leiter der Marineakademie in Annapolis wurde. Er nahm am Mexikanisch-Amerikanischen Krieg teil, wurde 1855 zum Captain befördert und befehligte bis zum Ausbruch des Sezessionskrieges die Marinewerft Washington.
1861 schloss er sich der Marine der Konföderierten an. Buchanan befehligte das erste konföderierte Panzerschiff, die Virginia, während der Schlacht von Hampton Roads und wurde dabei verwundet. Im August 1862 wurde er zum Admiral befördert und nach Mobile, Alabama, beordert. Dort überwachte er den Bau des Panzerschiffs CSS Tennessee. Zusammen mit drei Forts und einigen kleineren Schiffen sollte die Tennessee die Bucht von Mobile, einem der letzten nicht blockierten Seehäfen der CSA, verteidigen. Am 5. August 1864 griff Konteradmiral David G. Farraguts US-Flotte Buchanans Flottille in der Schlacht in der Mobile Bay an, wobei die Tennessee aufgegeben werden musste. Buchanan wurde an Bord seines Flaggschiffes verwundet und kam in Gefangenschaft.
Nach dem Krieg lebte Buchanan in Maryland, später als Geschäftsmann in Mobile. 1870 kehrte er jedoch in seinen Heimatstaat zurück. Er starb dort am 11. Mai 1874.
Die US-Marine benannte insgesamt drei Schiffe nach ihm, zuletzt die Buchanan (DDG-14), einen Zerstörer der Charles-F.-Adams-Klasse.

## Trivia
Admiral Buchanan wird ein klassischer Punsch zugeschrieben. Für Admiral Franklin Buchanan’s famous Egyptian Punch werden zu gleichen Teilen Brandy und Rum mit Zitronensaft und Zitronenschalen angesetzt. Die Säure wird schließlich durch eine Eiweissfällung mit anschließender Filtration reduziert und das Getränk auf Eis mit einer Prise Muskatnuss serviert. Der Punsch gehört zu den „Great Maryland Punches“.